# Seznam bosansko-hercegovskih slikarjev
Seznam bosansko-hercegovskih slikarjev.

## A
- Mulo Agić
- Boro (Borislav) Aleksić
- Ljupko Antunović (kipar...)

## B
- Adela (Jelena) Ber-Vukić
- Mersad Berber
- Omer Berber
- Osman Berberović
- Petar Beus (1939-2025) (herceg.-slov.)
- Jovan Bijelić
- Špiro Bocarić
- Mustafa Brdarić
- Vjekoslav Brešić (bos.-hrv.)

## Č
- Risto Čajkanović
- Hazim Čišić
- Ekrem Čizmić
- Nezir Čorbić
- Mirko Čurić

## Ć
- Stojan Ćelić (bos.-srb.)
- Milorad Ćorović
- Mirko Ćosić
- Alojz Ćurić
- Dušan Ćurković

## D
- Radomir Damnjanović - Damnjan (bos.-it.)
- Muhamed Delić
- Mensur Dervišević
- Vojo Dimitrijević
- Slobodan (Braco) Dimitrijević ?
- Emir Dragulj
- Lazar Drljača
- Zulfikar "Zuko" Džumhur

## E
- Mevludin Ekmečić

## F
- Zvonimir Fontana (1942-92)

## G
- Dragan Gačnik (slov.-bos.)
- Josip Granić (bos.-hrv.)
- Zdenko Grgić (kipar)
- Nedeljko Gvozdenović (herceg.-srb.)

## H
- (Fadil Hadžić)
- Jusuf Hadžifejzović
- Vojislav Hadžidamjanović
- Costa Hakman
- Admir Halilović (*1976)
- Dževad Hozo (1938-2020)

## I
- Slobodan Ivanković-Baudo
- Nikola Ivić Ivač

## J
- (Viktor Jagš)
- Nikola Jandrijević
- Todor Janković
- Midhat Jelkić Bosner
- Dean Jokanović-Toumin
- Gabrijel Jurkić

## K
- Enver Kaljanac (bos.-slov.)
- (Muhamed Karamehmedović, umetnostni zgodovinar, prvi dekan ALU v Sarajevu)
- (Boško Karanović) (bos.-srb.)
- (Adolf Kaufmann - avstrijski)
- Ljubomir Ljupko Kolovrat (bos.-hrv.)
- Slobodan M. Kovačević
- (Metka Kraigher-Hozo - slov.-bos.)
- Petar Krstić (kipar)
- Enver Krupić (bos.-srb.)
- Alija Kučukalić (kipar)
- Boško Kućanski
- Mirko Kujačić
- Hajrudin Kujundžić (bos.-hrv.)
- Hakija Kulenović
- Muhamed Kulenović
- Lujza Kuzmić-Mijić (1889-1959)

## L
- Hinko Laas
- Ljubo Lah (1930-2010)
- Hinko Laas (1899-1975, Nemčija)
- Franjo Leder (1905–1963) kipar, Tuzla
- Franjo Likar
- Ragib Lubovac
- Hamid Lukovac

## M
- Viktor Majdandžić
- Pero Mandić
- Zdravko Mandić (bosansko-vojvodinski)
- Vlado (Vladislav) Marjanović (hrvaško-bosanski)
- Željko Marjanović (animator ...)
- Đoko Mazalić (tudi umetnostni zgodovinar-konservator)
- Zlatko Melher
- Rajka Merćep (kiparka)
- Florijan Mićković (kipar)
- Đorđe Mihajlović
- Karlo Mijić
- Mario Mikulić
- Planinka Mikulić
- Želimir Miladin
- Milo Milunović?
- Bekir Misirlić
- Omer Mujadžić (bos.-hrvaški)
- Ismar Mujezinović
- Ismet Mujezinović

## O
- Davorin Odić
- (Željko Opačak)
- Daniel Ozmo

## P
- Ljubomir Perčinlić
- Jefto Perić?
- Milan Perišić
- Slobodan Perišić
- Roman Petrović
- Nada Pivac
- Pero Popović
- Zvonimir Požar
- Mihajlo Prica
- Ivica Propadalo (bos.-hrv.)

## R
- Branko Radulović
- Andrija Raičević
- Afan Ramić
- Ismet Ramljak
- Alija Rešić (kipar)

## S
- Svetozar Samurović
- Behaudin Selmanović

## Š
- Petar Šain
- Vilko Šeferov
- Ivo Šeremet (1900–1991)
- Nebojša Šerić Shoba (kipar...)
- Branko Šotra
- Todor Švrakić

## T
- Petar Tiješić
- Mica Todorović
- Rajko Tomić

## U
- Milivoj Uzelac (bos.-herc.-hrv.)

## V
- Fadil Vejzović (1943-2022)
- Risto Vukanović

## W
- Petar Waldeg

## Z
- Mehmed Zaimović
- Safet Zec
- Vlatko Zimmer